# Mieczysław Mokrzycki
Mieczyslaw Mokrzycki (Majdan Łukawiecki, Lubaczowski, 29 maart 1961) is een Pools rooms-katholiek geestelijke. Hij is de huidige aartsbisschop van Lviv in Oekraïne.
Na zijn middelbareschooltijd studeerde Mokrzycki theologie en filosofie aan de Katholieke Universiteit van Lublin. Op 17 september 1987 werd hij tot priester gewijd en in 1996 promoveerde hij op theologie aan de Pauselijke Universiteit Sint Thomas van Aquino in Rome.
Van 1996 tot 2005 was hij de persoonlijke secretaris van paus Johannes Paulus II. Zijn opvolger paus Benedictus XVI stelde hem aan als tweede secretaris, na Georg Gänswein. Op 16 juli 2007 werd hij tot coadjutor van het aartsbisdom Lviv benoemd. Hij ontving zijn bisschopswijding van Benedictus XVI op 29 september van dat jaar in de Sint-Pietersbasiliek. co-consecratoren waren Tarcisio kardinaal Bertone SDB en Marian kardinaal Jaworski. Zijn opvolger als tweede secretaris van de paus werd Alfred Xuereb.
Op 21 oktober 2008 volgde hij Marian Jaworski na diens emeritaat op als aartsbisschop van Lviv.
- Bibliothèque nationale de France: cb16196327b (data)
- International Standard Name Identifier: 0000 0001 1008 0698
- Library of Congress Control Number: no2018151441
- Nationale Bibliotheek van Tsjechië: jx20100802005
- Nederlandse Thesaurus van Auteursnamen: 152802657
- Istituto Centrale per il Catalogo Unico: CFIV247867
- Système universitaire de documentation: 145684377
- Virtual International Authority File: 120190504
- WorldCat: E39PBJgd3mtVtDp8W9xHcWHBfq